# Karlheinz Sorger
Karlheinz Sorger (* 12. September 1930 in Duisburg; † 21. Oktober 2019 in Laatzen) war ein deutscher römisch-katholischer Theologe.

## Leben
Er studierte Philosophie und katholische Theologie in Münster und München. Nach der Priesterweihe 1956 in Münster wurde er 1958 in das neu gegründete Bistum Essen übernommen. Von 1956 bis 1968 war er Kaplan, Religionslehrer, Heimleiter und Studentenpfarrer in Duisburg, Bochum und Essen. 1968 Assistent und 1971 Dozent war er an der PH Ruhr, Abteilung Essen. Nach der Promotion 1970 zum Dr. theol. in Münster lehrte er seit 1972 als Professor für katholische Theologie und Religionspädagogik an der PH Niedersachsen, Abt. Hannover (seit 1978: Universität Hannover). Von 1972 bis 1977 hatte er außerdem je Semester 4 stündiger Lehrauftrag an der PH Niedersachsen, Abt. Göttingen. Von 1972 bis 1995 war er Mitglied der Abteilungskonferenz bzw. des Fachbereichsrats. Von 1973 bis 1995 war er Vorsitzender der Geschäftsordnungskommission. Ab 1974 war er Mitglied in ca. 35 Berufungskommissionen an der Universität Hannover und im Land Niedersachsen. Von 1979 bis 1983 war er Mitglied in der Zentralen Studienkommission der Universität. Ab 1974 war er Mitglied in zahlreichen vom Kultusministerium eingesetzten Kommissionen, u. a. zur Erarbeitung von Rahmenrichtlinien, zum Schulversuch 10. Schuljahr an Hauptschulen, zur Studienreform. Von 1979 bis 1983 vertrat er den FB in der Überleitungskommission nach § 152(2) NHG. Von 1983 bis 1995 war er Mitglied im Herausgeber-Direktorium von „ru. Zeitschrift für die Praxis des Religionsunterrichts“. 1995 erfolgte die Emeritierung. Dann hielt er pro Semester eine zweistündige Lehrveranstaltung aus den Bereichen Biblische und Historische Theologie, Liturgische und Ästhetische Bildung. Von 1995 bis 1998 leitete er die Teilkommission Katholische Religion zur (Neu-)Erarbeitung der Prüfungsverordnung für Lehrämter in Niedersachsen.

## Veröffentlichungen (Auswahl)
- Gleichnisse im Unterricht. Grundsätzliche Überlegungen – Hilfen für die Praxis. Driewer, Essen 1972, ISBN 3-87177-055-8.
- Was in der Bibel wichtig ist. Grundthemen des Alten und Neuen Testaments. Kösel, München 1992, ISBN 3-466-36354-3.